# 彌額爾·奧萬多·布拉沃
彌額爾·奧萬多·布拉沃（西班牙語：Miguel Obando y Bravo；1926年2月2日—2018年6月3日）是尼加拉瓜籍天主教司鐸級樞機及馬那瓜總教區總主教。

## 生平
彌額爾于1926年2月2日在尼加拉瓜琼塔莱斯省拉利伯塔德出生。他於1958年8月10日在鮑思高慈幼會晉鐸。他於1968年3月31日晉牧，並獲教宗保祿六世任命為馬塔加爾帕教區輔理主教，領比扎切那普蒂亞領銜教區主教銜。
他於1970年4月4日改任馬那瓜總教區總主教。他於1971年至1974年及1979年至1983年期間出任尼加拉瓜主教團主席，1976年至1980年期間擔任中美洲和巴拿馬主教秘書處主席。
教宗若望·保祿二世於1985年5月25日將他擢升為司鐸級樞機。方濟各馬羅金大學於1986年向他授予榮譽人文學博士學位。他於2005年4月1日榮休，良保·若瑟·布雷內斯·索洛薩諾接任馬那瓜總教區正權總主教。他曾经參與2005年教宗選舉秘密會議。他於2018年6月3日在尼加拉瓜馬拿瓜因病逝世，終年92岁。